# 宽翼棘豆
宽翼棘豆（学名：Oxytropis latialata）为豆科棘豆属下的一个种。